# Chalcis arapha
Chalcis arapha är en stekelart som beskrevs av Burks 1939. Chalcis arapha ingår i släktet Chalcis och familjen bredlårsteklar.
Artens utbredningsområde är Dominikanska republiken. Inga underarter finns listade i Catalogue of Life.